# チュニジアの教育
この項目ではチュニジアの教育について述べる。

## 初等教育と中等教育
初等教育と前期中等教育を包括した基礎教育課程として、6歳から16歳まで9年間の無償の義務教育が存在する。法令第91-65号は児童が初等学校に就学していないこと、及び16歳までに学校から中退することを罰している。1997年には、初等教育の全体就学率は118%であり、1996年には初等教育就学網は97.6%だった。2001年現在のチュニジアの初等学校の出席率は取得不可だった。
初等教育の後は4年間の後期中等教育が存在し、後期中等教育の後に高等教育に移行することが可能である。国際連合教育科学文化機関の調査によれば2011年の中等教育就学率は92.6%であった。

## 高等教育
高等教育には総合大学や高等専門学校などの諸機関が存在する。737年に創設されたザイトゥーナ大学が植民地時代以前からイスラーム教育を行っている。独立後は1960年に創設されたチュニス大学をはじめ、スファックス大学（1986）、カルタゴ大学（1988）、エル・マナール大学（2000）、ガベス大学（2003）、モナスティール大学（2004）などの国公立大学や、1973年に創設されたチュニジア私立大学などの高等教育機関が整備されている。

## 教育傾向
旧フランス植民地であったため、初等教育の8歳からフランス語が教授される。近年、初等教育において英語が教授されるようになった。
チュニジアは独立後教育に多くを投資している。2005年の教育支出の対GDP比は7.3%と高い水準に達した。

## 脚註
1. 1 2 3 4  "Tunisia". 2001 Findings on the Worst Forms of Child Labor. Bureau of International Labor Affairs, U.S. Department of Labor (2002). This article incorporates text from this source, which is in the public domain.
2. ↑  「アフリカ 灼熱の10億人市場」『日経ビジネス』第1692号、日経BP、40頁、2013年。
3. ↑  CIA World Factbook2009年11月26日閲覧。